# Yūshi Ozaki
Yūshi Ozaki (尾崎勇史?, Ozaki Yūshi; Mie, 24 marzo 1969) è un ex calciatore giapponese, di ruolo portiere.

## Carriera
Durante la sua carriera, svoltasi fra il 1987 e il 2003, ricoprì prevalentemente il ruolo di portiere di riserva nello Júbilo Iwata, inizialmente come dilettante nella Japan Soccer League e, successivamente, fra i professionisti della J. League. Nell'ultima parte della propria carriera, Ozaki militò nell'Avispa Fukuoka disputando buona parte della stagione 2001 da titolare. Successivamente ceduto al Sanfrecce Hiroshima, si ritirò dal calcio giocato al termine della stagione 2003.

## Statistiche

### Presenze e reti nei club
| Stagione | Squadra               | Campionato | Campionato | Campionato | Coppe nazionali | Coppe nazionali | Coppe nazionali | Totale | Totale |
| Stagione | Squadra               | Comp       | Pres       | Reti       | Comp            | Pres            | Reti            | Pres   | Reti   |
| -------- | --------------------- | ---------- | ---------- | ---------- | --------------- | --------------- | --------------- | ------ | ------ |
| 1987-88  | Yamaha Motors         | JSL1       | 0          | 0          | CdL+CImp        | 0+0             | 0+0             | 0      | 0      |
| 1988-89  | Yamaha Motors         | JSL1       | 0          | 0          | CdL+CImp        | 0+0             | 0+0             | 0      | 0      |
| 1989-90  | Yamaha Motors         | JSL1       | 0          | 0          | CdL+CImp        | 0+0             | 0+0             | 0      | 0      |
| 1990-91  | Yamaha Motors         | JSL1       | 2          | -?         | CdL+CImp        | 0+0             | 0+0             | 0      | 0      |
| 1991-92  | Yamaha Motors         | JSL1       | 1          | -?         | CdL+CImp        | 0+0             | 0+0             | 0      | 0      |
| 1992     | Yamaha Motors         | JFL1       | 0          | 0          | CImp            | 0               | 0               | 0      | 0      |
| 1993     | Yamaha Motors         | JFL1       | 2          | 0          | CImp            | 0               | 0               | 2      | 0      |
|          | Totale Yamaha Motors  |            | 5          | -?         |                 |                 |                 |        |        |
| 1994     | Júbilo Iwata          | J1         | 11         | -?         | JLC+CImp        | 0+0             | 0+0             | 11     | - ?    |
| 1995     | Júbilo Iwata          | J1         | 0          | 0          | CImp            | 0               | 0               | 0      | 0      |
| 1996     | Júbilo Iwata          | J1         | 0          | 0          | JLC+CImp        | 0+0             | 0+0             | 0      | 0      |
| 1997     | Júbilo Iwata          | J1         | 1          | - ?        | JLC+CImp        | 0+0             | 0+0             | 1      | 0      |
| 1998     | Júbilo Iwata          | J1         | 0          | 0          | JLC+CImp        | 0+0             | 0+0             | 0      | 0      |
| 1999     | Júbilo Iwata          | J1         | 22         | - ?        | JLC+CImp        | 4+3             | 0+0             | 18     | 0      |
| 2000     | Júbilo Iwata          | J1         | 13         | - ?        | JLC+CImp        | 0+0             | 0+0             | 13     | 0      |
|          | Totale Júbilo Iwata   |            | 47         | - ?        |                 |                 |                 |        |        |
| 2000     | Avispa Fukuoka        | J1         | 0          | -?         | JLC+CImp        | 0+0             | 0+0             | 0      | 0      |
| 2001     | Avispa Fukuoka        | J1         | 2          | -?         | JLC+CImp        | 3+0             | 0+0             | 13     | 0      |
|          | Totale Avispa Fukuoka |            | 10         | - ?        |                 |                 |                 |        |        |
| 2002     | Sanfrecce             | J1         | 2          | -?         | JLC+CImp        | 0+0             | 0+0             | 0      | 0      |
| 2003     | Sanfrecce             | J2         | 0          | -?         | JLC+CImp        | 0+0             | 0+0             | 0      | 0      |
|          | Totale Sanfrecce      |            | 2          | - ?        |                 |                 |                 |        |        |

## Palmarès
- Japan Soccer League: 1

1987-88
- J. League: 2

1997, 1999
- Coppa Yamazaki Nabisco: 1

1998
- AFC Champions League: 1

1999
- Supercoppa d'Asia: 1

1999